# 华润双鹤
华润双鹤药业股份有限公司（China Resources Double Crane Pharmaceutical Company Limited），前身為「北京双鹤药业股份有限公司」，簡稱双鹤药业（上交所：600062），屬於華潤集團旗下的華潤醫藥，以及北京醫藥集團聯營公司，1939年建廠及成立，當時前身為一二九師制藥廠，以及八路軍前總衛生部製藥所，在1941年，兩家合併，成為第十八集團軍野戰衛生部製藥廠，在1942年，更名利華製藥廠，1949年，搬遷至北京市，更名為北京新建化學製藥廠，到了1964年，更名為北京製藥廠。
主要業務包括加工、制造原料药、注射剂、片剂、胶囊剂、颗粒剂、制药机械设备、机械电器设备、术开发、技术转让、技术服务等行業。
其股份自改制後，於1997年在上海證券交易所上市。現時董事長衛華誠博士，以及首席執行官李昕。2008年，被華潤集團旗下的華潤醫藥收購。

## 外部連結
- DCPC.com（页面存档备份，存于）